# Den blinde urmakaren
Den blinde urmakaren (engelska: The Blind Watchmaker: Why the Evidence of Evolution Reveals a Universe without Design) är en bok från 1986 av den brittiske vetenskapsmannen Richard Dawkins.
Boken innehåller ett försvar för den moderna evolutionsteorin, och argumenterar kraftigt mot kreationism, särskilt mot argument som utgår från design. Boken bygger vidare på och försvarar den argumentation som Dawkins förde i sin tidigare bok "Den själviska genen" vilken populariserade evolutionsteorins genetiska mekanismer. Utifrån dessa förklarar han i Den blinde urmakaren varför komplexa system i naturen tycks designade och varför så inte är fallet. En ny, uppdaterad upplaga släpptes i samband med släppet av en av Dawkins senare böcker "Climbing Mount Improbable", vilken bygger vidare på de första kapitlen i denna bok.